# مهرجان كان السينمائي 1952
مهرجان كان السينمائي لعام 1952 هو الدورة الخامسة للمهرجان عُقد في 23 أبريل إلى 10 مايو من عام 1952، فاز كل من فيلم «تراجيديا عطيل» للمخرج الإيطالي أورسون ويلز وفيلم «اثنين تحت الأمل» للمخرج الأمريكي رينتو كاستيلاني بالجائزة الكبرى للمهرجان.